# Bakkum
Bakkum is een dorp dat deel uitmaakt van de Noord-Hollandse gemeente Castricum. Bakkum ligt aan de Noordzeekust en geeft via de lange Zeeweg toegang tot het strand van Castricum aan Zee (ook wel genoemd Bakkum aan Zee). De gelijknamige Camping Bakkum is een van de bekendste campings van Nederland en heeft een oppervlakte van 56 hectare. Daarnaast bevindt zich in Bakkum het grote psychiatrisch zorgcentrum van Dijk&Duin (ook bekend als Duin en Bosch).

## Geschiedenis
Bakkum is samen met Limmen een van de oudere kernen van de gemeente Castricum. De plaatsnaam betekent meer dan waarschijnlijk de woonstee van de persoon Bakke. Hoewel ervan wordt uitgegaan dat de plaats al in de 9e eeuw of zelfs 8e eeuw moet zijn gesticht, komen de eerste vermeldingen pas voor in kopieën uit de 15e eeuw van bronnen uit de 11e eeuw, onder meer als Bachem en Backem. In 1254 wordt in de oorkonde van Graven van Holland Bakkum genoemd in een grondruil van Willem II van Holland en de Abdij van Egmond. Bij Bakkum zou in opdracht van Willem V van Holland in 1351 de Cunerakapel zijn gebouwd.
In de 16e eeuw bedenkt Cornelius Aurelius dat Bakkum in de Romeinse tijd moet zijn ontstaan. Dit wordt in zijn ogen ondersteund door het feit dat de plaatsnaam volgens hem afgeleid is van de Romeinse god Bacchus. Maar verder bewijs is er niet. Nog geen eeuw later wordt ook het plaatsje Castricum een Romeinse stichting toegedicht. Van beide werd dit lang gedacht, maar in de loop van de 20e eeuw wordt dit onder meer door opgravingen en plaatsnamen-onderzoek steeds meer als een fabel gezien. Bakkum behoorde lang tot het huize Egmond, maar in 1613 ging het gebied over aan de heer Johan van Oldenbarneveldt. Zo werd Bakkum een vrije heerlijkheid. De heer Nicolaas Geelvinck kocht in 1749 als ambachtsheer van Castricum deze heerlijkheid op. Sindsdien zijn Castricum en Bakkum aan elkaar gekoppeld.
Bakkum groeide in die periode vooral naar het noorden. Daar waar nu Bakkum-Noord is gelegen, bevond zich een deel van Bakkum. Nu nog wordt Bakkum-Noord, dat in de loop van de 20e eeuw een eigen dorp werd, vaak bij Bakkum gerekend. Tussen Bakkum en Duinzijde en Kleibroek (Castricum) ontstond ook nog het plaatsje Schulpstet, dit ontstond rondom de los- en laadplek van schelpen voor de kalkovens en -branderijen. In 1812 werd Bakkum officieel onderdeel van de gemeente Castricum.
In de 20e eeuw groeide Bakkum met name richting het zuiden. Het slokte daardoor een deel van Schulpstet op, dat zelf ook wat meer groeide in de noordelijke richting naar de oude los- en laadplek van het plaatsje. Beide werden ook opgeslokt door de groei van Castricum. Ten noorden van de Zeeweg ontstond zo ook meer een eigen buurt, wat nu Bakkum-Noord wordt genoemd. Nog noordelijker ligt Noord-Bakkum, op ongeveer dezelfde plaats als waar het verdwenen Arem was gelegen. Het merendeel van Schulpstet valt nu wel onder Bakkum. 

In de loop van de 20e eeuw groeide Bakkum uit tot een populaire vakantiebestemming, onder meer door de combinatie van de ligging aan de duinen en ook dicht bij zee, en het feit dat al vroeg hier een camping werd gesticht. Het trok die eeuw lang vooral bezoekers uit de stad Amsterdam.

## Huidige kenmerken
Bakkum is ondanks de vergroeiing met Schulpstet en Castricum een eigen dorp gebleven, met zijn eigen karakter. Fysiek is Bakkum gescheiden van Castricum door de drukke spoorlijn Alkmaar - Amsterdam. Het eigen karakter van Bakkum uit zich onder meer door de jaarlijks terugkerende "Bakkummer Kermis". De kleine dorpskern van Bakkum kent onder meer enkele kroegen, restaurants en snackbars. Voor de boodschappen wordt uitgeweken naar de kern van Castricum. Bakkum is een populaire vakantiebestemming, vanwege haar ligging dicht bij bos, duin en strand en de vele recreatiemogelijkheden.

## Trivia
- In 1995 had Bakkum nog 3500 inwoners, tegen 2900 in 2009. Het aantal inwoners van Bakkum daalt ieder jaar licht. Vanaf 2015 stijgt het aantal inwoners weer jaarlijks.[1]
- In 1997 vond een internationale bijeenkomst in Bakkum plaats voor de kunsttaal Ido met 19 deelnemers uit 7 landen.
- In 2011 heeft de Stichting tot behoud van de natuurlijke en cultuurhistorische waarden in de Alkmaardermeeromgeving aan de gemeenteraad van Castricum gevraagd om de omgeving van de Van Oldenbarneveldweg in Bakkum tot beschermd dorpsgezicht te verklaren. Daartoe heeft de stichting een burgerinitiatief ingediend.

## Geboren
- Piet Zonneveld (26 juni 1927), dirigent en accordeonist
- Henk Heida (9 november 1932), atleet
- Elly van Beuzekom-Lute (4 september 1951), speerwerpster